# Nunciatura Apostólica
Die Nunciatura Apostólica ist ein Bauwerk in der uruguayischen Landeshauptstadt Montevideo. Es dient als Sitz der Apostolischen Nuntiatur in Montevideo.
Das im 20. Jahrhundert errichtete Gebäude befindet sich an der Grenze der Barrios Cordón und Pocitos am Bulevar Artigas 1270 zwischen den Straßen Guaná und Chaná. Für den Bau zeichneten als Architekten Gonzalo Vázquez Barrière und Rafael Ruano Zubillaga (1891–1961) verantwortlich. Während das Gebäude ursprünglich als Wohnhaus konzipiert war, beherbergt es heutzutage die Apostolische Nuntiatur in Montevideo, deren Apostolischer Nuntius seit 2008 Anselmo Guido Pecorari (* 1946) ist.
Während seiner Uruguayreisen 1987 und 1988 war Papst Johannes Paul II. in diesem Gebäude untergebracht.